# عشبة القمل المنقعية
عشبة القُمَّل المنقعية هو نوع نباتي في جنس عشبة القمل. هي موطنها الأصلي في وسط وشمال أوروبا حيث تنمو في التربة الحمضية الرطبة، والأراضي المستنقعية، والأراضي الخثية والعشبية والأجزاء الأكثر جفافاً من المستنقعات.

## وصف
عشب ثناشي الحول مع جذع شبه منتصب يعلو إلى 15 سم. الأوراق متقابلة، ولها سويقة قصيرة ، ثخينة قليلاً وغالبًا ما يكون لونها ورديًا أو أرجوانيًا. شفرات الأوراق صغيرة، مثلثة الشكل إلى خطية، مع فصوص ريشية وحواف مسننة. الشمراخ من أربع إلى ست أزهار تفتح معاً. كل زهرة متناظرة ثنائية الأضلاع لها كأس وردي كبير مدور وخماسي الزوايا، الفصوص الأربعة مائلة بأسنان، والتي يمكن ملاحظتها بسهولة قبل أن تفتح الزهرة. الزهرة أرجوانية وردية مع علامات بيضاء في الحلق ، وتصل إلى 2.5 سنتيمتر (1 بوصة) في الطول. تندمج البتلات الخمس في أنبوب، وتنحني الشفة العليا في غطاء، وله أسنان عند الطرف. الشفة السفلى مقسمة إلى ثلاثة فصوص.

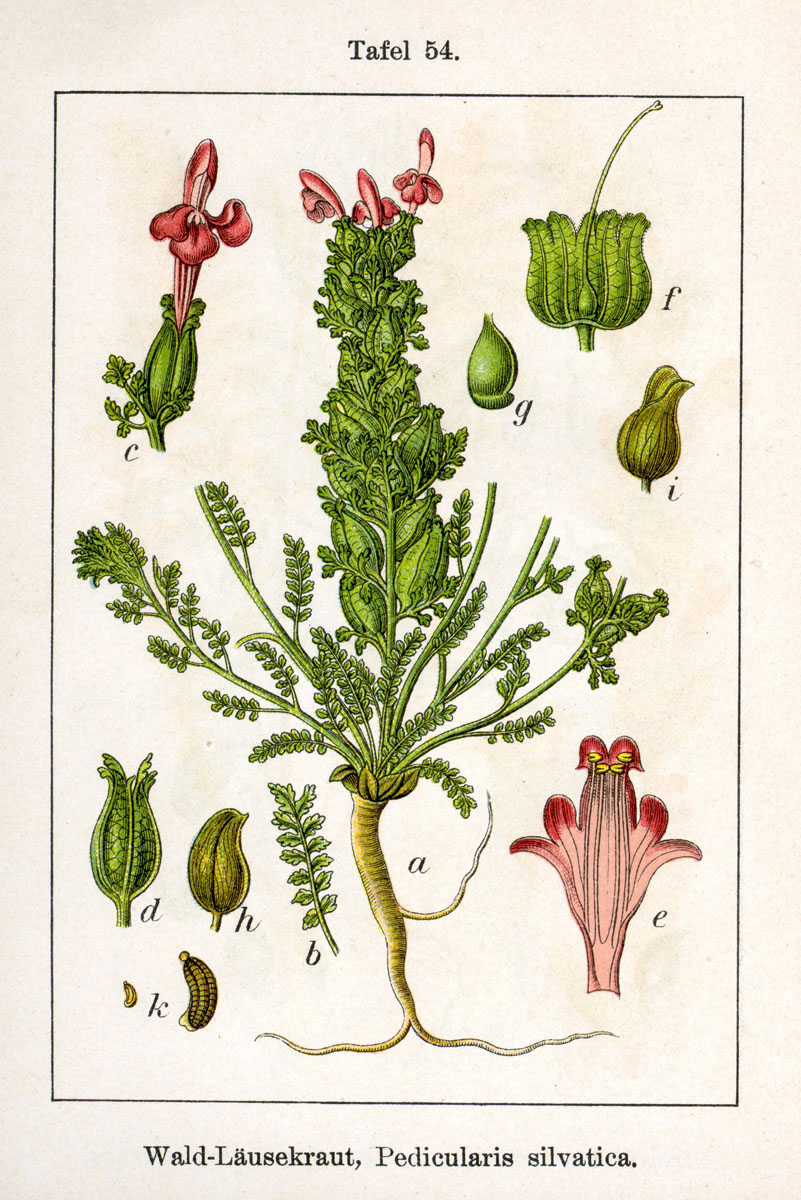
رسم توضيحي من كتاب ألماني